# Graphiurus
Graphiurus (Smuts, 1832) è un genere di roditori della famiglia dei Gliridi comunemente noti come ghiri africani.

## Descrizione

### Dimensioni
Al genere Graphiurus appartengono roditori di piccole dimensioni, con lunghezza della testa e del corpo tra 70 e 165 mm, la lunghezza della coda tra 50 e 135 mm e un peso fino a 30 g.

### Caratteristiche craniche e dentarie
Il cranio è appiattito dorsalmente e presenta un restringimento tra le ossa frontali e le placche zigomatiche disposte insolitamente sotto il foro infra-orbitale, in maniera simile agli Istricomorfi.  La scatola cranica è liscia e tonda, il palato è relativamente largo e le ossa nasali si estendono in avanti. Le bolle timpaniche sono grandi. Le corone dei denti masticatori sono concave, con due cuspidi principali esterne basse, i premolari sono spesso ridotti.
Sono caratterizzati dalla seguente formula dentaria:

### Aspetto
La pelliccia varia nella struttura, è alquanto soffice e densa nella maggior parte delle specie, notevolmente soffice in alcune e leggermente ruvida in altre. Il colore delle parti dorsali varia dal grigio chiaro al bruno-rossastro, mentre le parti inferiori sono bianche o grigiastre, spesso con dei riflessi giallastri o bruno-rossicci. Talvolta la pelliccia della gola e del petto è tinta dalle piante o dal succo dei frutti che l'animale mangia. Sono presenti delle maschere facciali bianche e nere. Il muso è corto ed appuntito, gli occhi sono grandi, le orecchie sono rotonde ed esposte. I piedi sono corti e larghi ed hanno cinque dita, il quinto è relativamente lungo mentre l'alluce è corto. La coda è cespugliosa, è interamente nera o marrone scura con l'estremità bianca. Le femmine hanno 3-4 paia di mammelle.

## Distribuzione
Il genere è diffuso nel Continente africano.

## Tassonomia
Il genere comprende 14 specie.
- Sottogenere Graphiurus - Premolari piccoli e semplici. La superficie occlusiva dei molari con alcune creste poco visibili.
  - Graphiurus angolensis
  - Graphiurus christyi
  - Graphiurus johnstoni
  - Graphiurus kelleni
  - Graphiurus lorraineus
  - Graphiurus microtis
  - Graphiurus monardi
  - Graphiurus murinus
  - Graphiurus ocularis
  - Graphiurus platyops
  - Graphiurus rupicola
  - Graphiurus surdus
- I premolari poco più piccoli dei molari. La superficie occlusiva dei molari con creste ben distinte.
  - Sottogenere Aethoglis (G.M.Allen, 1936) - Il cranio è notevolmente convesso dorsalmente.
    - Graphiurus nagtglasii

  - Sottogenere Claviglis (Jentink, 1888) -Il cranio è appiattito dorsalmente.
    - Graphiurus crassicaudatus